# Mohamed Ali El Hammi
Mohamed Ali El Hammi (arabe : محمد علي الحامي), né le 15 octobre 1890 à El Hamma et mort le 10 mai 1928 au Hedjaz, est considéré comme le père du syndicalisme tunisien.

## Biographie
Originaire d'El Hamma, dans le sud du pays, El Hammi fréquente l'école primaire à l'âge de huit ans. À la mort de sa mère, il émigre avec son père à Tunis et doit quitter l'école de son village alors qu'il est en quatrième année de l'enseignement primaire. Ils s'installent à Bab El Jazira et El Hammi y fait notamment la connaissance de Tahar Haddad. Il commence sa vie professionnelle comme chauffeur personnel du consul de Hongrie à Tunis. Il devient également coursier ou porteur avant de passer son permis de conduire en 1908. Il part en Allemagne pour obtenir un diplôme en sciences politiques et économiques.

### Découverte de la cause ouvrière
De 1911 à 1920, il réalise de nombreux déplacements dans les pays d'Afrique du Nord et en Turquie. En 1911, il se porte ainsi volontaire pour aller combattre l'invasion de Tripoli par les troupes italiennes, après s'être rendu à Istanbul par voie maritime. Ces voyages lui permettent de développer des contacts avec l'élite turque et les personnalités nationalistes du Maghreb.
Sa conviction que le progrès des pays occidentaux s'explique en premier lieu par leur avance économique l'incite à suivre des études universitaires d'économie à Berlin. Le 25 mai 1920 il s'inscrit à l'université Frédéric-Guillaume de Berlin comme auditeur libre. Le 17 octobre 1921, il y devient étudiant. Il est initié à l'économie politique, prend acte de la Révolution allemande et c'est ainsi que son esprit se familiarise avec le monde ouvrier et les théories de Karl Marx.
Parmi ces enseignants figuraient notamment Heinrich Curnow, Paul Lensch, Gustav Mayer et surtout August Muller. En effet, Joshua Rogers et Kathrin Wittler écrivent que « Mohamed Ali semble avoir été tout particulièrement influencé par les cours d'August Muller (1873-1946) ». Dans le cadre de son cours magistral sur « Le système allemand des coopératives » (semestre d'été 1921), Muller essaie de convaincre les étudiants de l'importance actuelle et future des coopératives.

### Concrétisation de l'idée syndicale
À son retour à Tunis au mois de mars 1924, El Hammi noue des contacts avec des personnalités nationalistes comme Habib Bourguiba et Tahar Sfar et décide, avec le soutien de proches collaborateurs dont Tahar Haddad, de fonder un projet de coopérative dont le conseil de constitution se tient le 29 juin 1924 et qui prendra pour nom « Mutuelle économique tunisienne ». Durant la conférence prononcée pour l'occasion à Tunis, El Hammi indique les raisons de son intérêt pour les sciences économiques : 
« Je compris que les autres nations n'ont progressé et n'ont atteint le niveau éblouissant qui est le leur que grâce à l'intérêt accordé à l'agriculture, à l'artisanat et au commerce ; or, ces différentes activités constituent l'objet essentiel des sciences économiques. Je m'adonnais donc à ces sciences, m'y consacrant entièrement et exclusivement. Plus j'approfondissais mes études en économie et en percevais le secret, plus j'étais convaincu de la noblesse de cette science, car la création, la répartition, la transmission et l'emploi des richesses reposent sur des lois d'ordre économique. »
Le projet dont il préside le comité de direction élu le 6 juillet réussit à gagner l'enthousiasme du milieu artisan et ouvrier. Mais la précarité dans laquelle se trouve plongée la population, et en particulier la classe ouvrière, le pousse à abandonner momentanément son projet de coopérative ; il se convainc de la nécessité de fonder des syndicats indépendants pour mieux défendre les intérêts des ouvriers tunisiens. La grève des ouvriers à Tunis, le 17 août annonce la fondation du premier syndicat autonome sous sa direction et marque rapidement l'adhésion et l'estime des ouvriers pour sa solidarité dans leurs revendications. L'échec du secrétaire général de la Confédération générale du travail française, Léon Jouhaux, à trouver un accord avec les grévistes ainsi que l'annonce de plusieurs grèves semblables dans d'autres régions conduisent à la fondation de la Confédération générale des travailleurs tunisiens dont le but est de fédérer l'ensemble des syndicats tunisiens qui commencent à émerger dans le pays.

Soupçonné par les autorités du protectorat français de communisme et de complicité avec l'Allemagne, El Hammi est plutôt soucieux de préserver le caractère indépendant de l'organisation syndicale comme en témoigne sa réponse adressée dans une lettre au président du Conseil français : 
« Je n'appartiens à aucun parti politique […] mon travail cherche à organiser et défendre les intérêts du prolétariat tunisien exploité par le capitalisme mondial. »
 Le 25 février 1925 il est arrêté avec les autres dirigeants communistes et, durant la fouille de son logement, la police trouve quarante livres écrits en allemand.
Il est jugé pour atteinte à la sécurité intérieure de l'État après cinq jours de procès, du 12 au 17 novembre 1925. Il est condamné le 28 novembre 1925 à dix ans d'exil.

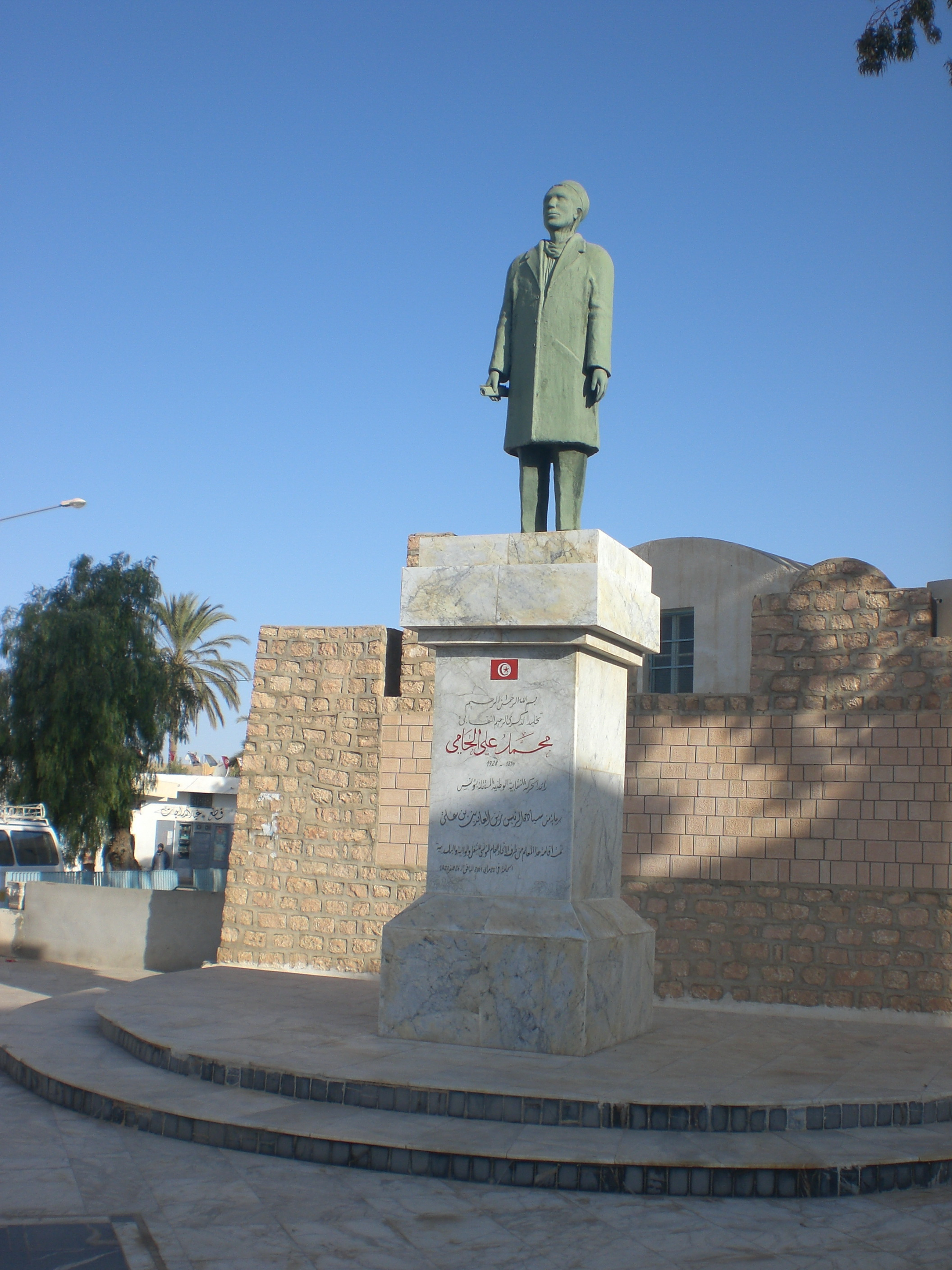
Statue d'El Hammi à El Hamma.

Parti en Italie, en Turquie puis en Égypte, il est à chaque fois expulsé. Il s'installe finalement dans la péninsule arabique où il s'occupe de donner des leçons d'économie et de travailler comme chauffeur pour des navettes de transports entre La Mecque et Djeddah. Le 10 mai 1928, il décède dans un mystérieux accident de la route.
Le 6 avril 1968, sa dépouille est rapatriée à Tunis. Un monument à sa gloire est inauguré le 20 mai 2001 dans sa ville natale.